# Закон України «Про охорону дитинства»
Закон України «Про охорону дитинства» — закон, що визначає охорону дитинства в Україні як загальнонаціональний пріоритет, з метою забезпечення прав дитини на життя, освіту, охорону здоров'я та соц. захист.

## Зміст
Закон складається з 8 розділів, у яких 40 статей.
- Розділ I Загальні положення.
- Розділ II Права та свободи дитини.
- Розділ III Дитина і сім'я.
- Розділ IV Дитина і суспільство.
- Розділ V Дитина в несприятливих умовах та екстремальних ситуаціях.
- Розділ VI Відповідальність за порушення законодавства про охорону дитинства.
- Розділ VII Міжнародне співробітництво.
- Розділ VIII Прикінцеві положення.

## Ухвалення
Ухвалений верховною радою України та президентом України Л. Кучма 26 квітня 2001 року. Зареєстрований під номером 2402-III